# Zapolarnyj (Komi)
Zapolarnyj – osiedle typu miejskiego w Rosji, w Republice Komi. W 2010 roku liczyło 1948 mieszkańców.